# I-2 (Bulgarien)
Die I-2 (bulgarisch Републикански път І-2 Republikanski pat I-2, also Republikstraße I-2) ist eine bulgarische Hauptstraße (erster Ordnung) und führt von der Brücke der Freundschaft bei Russe über Rasgrad und Schumen nach Warna. Ihre Länge beträgt 203 Kilometer.

## Verlauf
Die Republikstraße beginnt an der Brücke bei Russe. Auf der anderen Seite der Stadt an der Donau, über die die Brücke führt, liegt Giurgiu und der Beginn der Drum național 5, über die im weiteren Verlauf Bukarest erreicht werden kann.
Nach der Brücke führt sie entlang dem Stadtrand der Stadt südwestlich Richtung Zentrum. Sie trifft auf einen Verkehrsknoten mit der I-5 und „biegt“ nach Südosten ab. Sie folgt dieser Richtung bis Schumen. Bis dort trifft sie unter anderen auf Rasgrad, umgeht die Stadt jedoch im Norden.
Vor Schumen, bei Belokopitowo, trifft sie erstmals auf die A2 „Hemus“. Auch Schumen wird nördlich umgangen. Sie folgt ab hier ungefähr der Autobahn A2, welche sie einige Male bis Warna kreuzt. Bis Warna trifft sie auf die Städte Nowi Pasar und Dewnja. Während die A2 den Flughafen der Stadt nördlich umfährt, führt die I-2 südlich des Flughafens. Daraufhin erreicht sie die Stadt und führt bis zu einer Kreuzung mit der I-9 durch das Stadtinnere, wo sie schließlich endet.